# Homo antecessor
Homo antecessor je izumrla vrsta (ili podvrsta) roda Homo procijenjene starosti od 800 000 do 1,2 milijuna godina, koju je otkrio Eudald Carbonell, Juan Luis Arsuaga i J. M. Bermúdez de Castro. Jedna je od najstarijih poznatih ljudskih vrsta pronađenih u Europi.
Mnogi su arheolozi i antropolozi raspravljali o evolucijskom odnosu Homo antecessora s ostalim vrstama roda Homo u Europi, sugerirajući da je on evolucijska poveznica između Homo ergastera i Homo heidelbergensisa, iako paleontolog Richard Klein misli da je ovo različita vrsta koja je evoluirala od Homo ergastera. Neki znanstvenici smatraju da se Homo antecessor podudara s vrstom Homo heidelbergensis, koji je živio u Europi prije 250 000 do 600 000 godina tijekom pleistocena.
Najbolje očuvani fosil ove vrste je gornja čeljust desetogodišnje jedinke pronađene u Španjolskoj. Na temelju palaeomagnetskih mjerenja, procijenjeno je da je stariji od 780 – 857 000 godina. Prosječni moždani obujam iznosio je 1 000 cm3. U 1994. i 1995. na arheološkom lokalitetu Atapuerca u Španjolskoj, pronađeno je 80 fosila šest jedinki koje pripadaju istoj vrsti. Pronađeni su brojni dokazi na kostima pronađenih fosila da su meka tkiva skidana kamenim alatom, što ukazuje na to da je Homo antecessor prakticirao kanibalizam.
Stope nogu za koje se pretpostavlja da pripadaju Homo antecessoru datirane starosti veće od 800 000 godina, pronađene su Happisburghu na obali Norfolka, u Engleskoj.

## Fiziologija
Homo antecessor je bio visok oko 1,6 do 1,8 metara, a mužjaci su težili oko 90 kg. Njihov je moždani volumen bio oko 1 000 – 1 150 cm³, nešto manji od 1 350 cm³ prosječnog modernog čovjeka. Zbog oskudnosti pronađenih fosila, ne zna se puno o njegovoj anatomiji i fiziologiji, osim što je bio robustniji od Homo heidelbergensisa.
Prema riječima Juana Luisa Arsuage, jednog od zamjenika rukovoditelja iskopa u Burgosu, čini se da je Homo antecessor bio desnoruk, što čini ovu vrstu različitom od ostalih čovjekolikih majmuna. Ova se hipoteza temelji na tehnikama tomografije. Arsuagada također navodi da je raspon frekvencija osjeta sluha bio sličan Homo sapiensovom, što sugerira da je Homo antecessor posjedovao jezik temeljen na simbolima i da je bio razuman. Arsuagin tim stručnjaka trenutno pokušavaju mapirati Homo antecessorov DNK.
Sudeći po obrascu izlaza zubiju, znanstvenici su zaključili da je Homo antecessor prolazio kroz jednake faze razvoja kao i H. sapiens, samo ubrzanim tempom. Ostale važne morfološke karakteristike ove vrste bile su izraženije zatiljno izbočenje, nisko čelo, i nedostatak jake brade. Neke od ostataka je gotovo nemoguće razlikovati od fosila koji pripadaju 1,5 milijuna godina starom dječaku iz Turkane, najpoznatijem fosilnom nalazu Homo ergastera.

## Fosilna nalazišta
Jedini poznati fosili Homo antecessora pronađeni su na dva lokaliteta u planinama Atapuerca, u sjevernoj Španjolskoj. Riječ je o nalazištima Gran Dolina i Sima del Elefante. Ostala nalazišta u kojima su pronađeni neizravni fosilni tragovi ovog hominina nalaze se u Ujedinjenom Kralevstvu i Francuskoj.

### Gran Dolina
Arheolog Eudald Carbonell i Roura iz Sveučilišta Rovira i Virgili u Tarragoni i paleoantropolog Juan Luis Arsuaga Ferreras iz Madridskog sveučilišta Complutense otkrili su ostatke Homo antecessora na lokalitetu Gran Dolina u Sierri de Atapuerca, istočno od Burgosa u Španjolskoj. Ostaci Homo antecessora pronađeni su u tzv. nivou 6 (TF6) u nalazištu Gran Dolina.
Između 1994. i 1995. iskopano je više od 80 fragmenta kostiju koje pripadaju šesterima različitim jedinkama. Pronađeno je također oko 200 komada kamenog alata i 300 životinjskih kostiju. Kameni alat, uključujući i potpuno očuvan kameni nož, otkriven je zajedno s ljudskim ostacima. Svi su ostaci datirani na najmanje 900 000 godina starosti. Najbolje sačuvani ostaci su gornja čeljust i čeona kost desetogodišnje individue.

### Sima del Elefante
Dana 29. lipnja 2007. španjolski su znanstvenici izvijestili o otkriću jednog kutnjaka starog 1 do 1,2 milijuna godina na jednom drugom lokalitetu u gorju Atapuerca, u Simi del Elefante. Kutnjak je opisan kao "dobro očuvan" i pripada jedinki između 20 i 25 godina starosti. Kasnija otkrića opisana 27. ožujka 2008. u časopisu Nature su fragment ljudske donje čeljusti, krhotine od obrade kamenog oruđa, i dokazi o obradi životinjskih kostiju.

### Suffolk
Godine 2005. na stijenama Pakefield u blizini Lowestofta u okrugu Suffolk, pronađen je kameni alat i zub vodenog štakora Mimomys savini, ključne vrste za datiranje ovog razdoblja. Ovaj podatak daje naznake da su hominini obitavali teritorij Engleske prije 700 000 godina, u razdoblju prijelaza od Homo antecessora na Homo heidelbergensisa.

### Norfolk
Godine 2010. u blizini Happisburgha u okrugu Norfolk u Engleskoj pronađeno je kameno oruđe, za koje se misli da ga je koristio Homo antecessor, pretpostavljajući tako da je ova rana vrsta hominina nastanjivala današnji teritorij Engleske prije oko 950 000 godina. Ovo bi bila najstarija poznata pouplacija roda Homo u Sjevernoj Europi.
U svibnju 2013. otkriveni su i fosilizirani otisci stopala u happisburškom estuariju. Njihova je starost procijenjena na 800 000 godina, a ostavila ih je mala skupina ljudi, nekoliko mlađe djece i jedan odrasli muškarac. Ovi su tragovi najstariji poznati ljudski otisci stopala izvan Afrike i prvi izravni dokaz postojanja čovjeka u Ujedinjenom Kraljevstvu i Sjevernoj Europi (prijašnji su dokazi bili neizravni, putem kamenog oruđa). Oko dva tjedna nakon otkrića, bujica vode je uništila ove fosilizirane tragove, ali znanstvenici su ih uspjeli obilno dokumentirati i izvesti trodimenzionalne fotogrametrijske slike otisaka i dokazati da pripadaju Homo antecessoru.

### Lézignan-la-Cèbe
Godine 2008. pronađeno je dvadeset komada kamenog alata iz donjeg paleolitika procijenjene starosti od 1,6 milijuna godina.

## Dodatni izvori
- BBC – Robin McKie, Dawn of Man (2000.)  ISBN 0-7894-6262-1

## Vanjske poveznice
- Homo antecessor, pristupljeno 4. svibnja 2014.
- Homo antecessor u sjevernoj Europi  Arhivirana inačica izvorne stranice od 9. srpnja 2010. (Wayback Machine), pristupljeno 4. svibnja 2014.
- Rana čovjekov filogeneza  Arhivirana inačica izvorne stranice od 2. studenoga 2005. (Wayback Machine), pristupljeno 4. svibnja 2014.